# Arty Froushan
Artemas Bolour-Froushan, bekannt als Arty Froushan (persisch آرتماس بلور-فروشان; * 16. April 1993 in Connecticut) ist ein britisch-iranischer Schauspieler.

## Familie und Ausbildung
Froushan lebt in London, wurde aber in den Vereinigten Staaten geboren. Sein Vater ist der iranische Dichter Abol Froushan, der in das Vereinigte Königreich emigriert war; seine Mutter Französin.
Froushan ging in London auf die St. Paul’s und studierte an der Oxford University Französisch und Literatur. Nach seinem Abschluss 2015 nahm er Schauspielkurse an der London Academy of Music and Dramatic Art.

## Karriere
Im Fernsehen spielte Froushan seit 2019 eine Hauptrolle in Carnival Row und war unter anderem auch 2022 in House of the Dragon zu sehen. Auf der Bühne spielte er in Tom Stoppards Leopoldstadt 2021 im Vereinigten Königreich und 2022 in New York. Für Daredevil: Born Again, der Neuauflage von Marvel’s Daredevil wurde Froushan in einer neuen Hauptrolle besetzt.

## Filmografie (Auswahl)
- 2019: Knightfall (2 Episoden)
- 2019–2023: Carnival Row (13 Episoden)
- 2020: Strike Back (2 Episoden)
- 2022: House of the Dragon (2 Episoden)
- 2023: The Persian Version
- seit 2025: Daredevil: Born Again